# Silmiougou (Boudry)
Pour les articles homonymes, voir Silmiougou.
Silmiougou est une commune rurale située dans le département de Boudry de la province du Ganzourgou dans la région du Plateau-Central au Burkina Faso.

## Histoire
Silmiougou est jumelé avec la ville française de Bethoncourt dans le Doubs.

## Santé et éducation
Le centre de soins le plus proche de Silmiougou est le centre de santé et de promotion sociale (CSPS) de Boudry tandis que le centre médical avec antenne chirurgicale (CMA) le plus proche se trouve à Zorgho.